# Марвіла (Лісабон)
Марвіла (порт. Marvila; МФА: [maɾ.ˈvi.ɫɐ]) — парафія в Португалії, у муніципалітеті Лісабон. Розташована в західній частині країни, на теренах історичної португальської провінції Ештремадура. Входить до складу округу Лісабон. За адміністративним поділом, чинним до 1976 року, терени парафії були складовою провінції Ештремадура. Належить до Лісабонського патріархату Католицької церкви. Патрон — святий Августин. Площа — 6,3742 км². Населення — 38102 ос. (2011). Сильно урбанізований регіон. Густота населення — 5977,53 осіб/км²
. Код — 110621.

## Географія

Райони Лісабона
Зони Лісабона
Марвіла

## Населення
| Кількість мешканців | Кількість мешканців | Кількість мешканців | Кількість мешканців | Кількість мешканців | Кількість мешканців | Кількість мешканців | Кількість мешканців | Кількість мешканців | Кількість мешканців | Кількість мешканців | Кількість мешканців | Кількість мешканців | Кількість мешканців | Кількість мешканців |
| ------------------- | ------------------- | ------------------- | ------------------- | ------------------- | ------------------- | ------------------- | ------------------- | ------------------- | ------------------- | ------------------- | ------------------- | ------------------- | ------------------- | ------------------- |
| 1864                | 1878                | 1890                | 1900                | 1911                | 1920                | 1930                | 1940                | 1950                | 1960                | 1970                | 1981                | 1991                | 2001                | 2011                |
|                     |                     |                     |                     |                     |                     |                     |                     |                     | 20 001              | 27 584              | 40 689              | 47 827              | 38 767              | 38 102              |